# Magliano (Torricella Sicura)
Magliano è una frazione di Torricella Sicura in Provincia di Teramo con 35 abitanti. 
Il paese si divide in due nuclei: Magliano da piedi e Magliano da capo. 
Quest'ultimo è sito su un rilievo panoramico e conta solo tre vecchie grandi case non più abitabili: una potrebbe essere addirittura risalire al XVI secolo; in quella adiacente, dove si osservano due piccoli portali gemelli, potrebbe essere stata costruita tra la fine del XVIII sec. e gli inizi del successivo.

## Storia
La prima notizia documentata risale al 1026, quando "Maliano" fu compresa tra i beni che Guiberto di Teutone donò a favore del vescovo di Teramo Pietro II. 

Nel 1056 il paese risulta essere tra le proprietà della diocesi occupate dalla famiglia dei Totoneschi. 

Nel 1062, Guido di Pietro e Tisone di Longino detto il Corvo donarono alla Chiesa aprutina i loro beni. 

Nel 1076 Teutone V, donò alla diocesi altri terreni situati in Magliano e Teutone VII nel 1086 confermò quanto in precedenza disposto. 

Nel 1323 alla chiesa di San Lorenzo in Magliano viene conferito il rettorato da parte del Capitolo aprutino. 

Nel 1371 dal libro censuale del Capitolo aprutino risulta che la chiesa di S. Lorenzo in "Maliano" era tenuta a versare censi (tributi) in viveri e in denaro. 

Tra il 1611 e il 1614 Magliano diventa parrocchia e vi sorge un'abbazia benedettina. In quel periodo gli abitanti erano 100.
Successivamente il territorio di Magliano fu suddiviso tra le "Università agrarie" di Terra Morricana Montagna, che comprendeva anche Faognano e alcuni territori delle ville di Acquaratola e di Poggio Valle, e della Valle Piola, con le altre parti di Magliano, Acquaratola e Poggio Valle.

## Luoghi di interesse

### La chiesa di San Lorenzo

#### L'antica chiesa
La chiesa parrocchiale della frazione, intitolata a San Lorenzo, era in epoca medioevale alle dipendenze del monastero di San Pietro ad Azzanum (ad Azzano) nei pressi di Ioanella. 

La presenza della chiesa è attestata a partire dal XIV secolo, attualmente è in rovina, i resti sono visibili sulla collina, nei pressi del cimitero. 

In una descrizione del 1681 è testimoniata la presenza di un altare maggiore con colonne e una tela raffigurante San Francesco, di affreschi del 1481 sulla cupola e di un piccolo fonte battesimale. 
In un'altra descrizione del 1614 era ricordata la presenza di un oratorio con una statua di Santa Caterina di Alessandria. 
La chiesa assunse nel tempo le funzioni di parrocchia anche per le località di Faognano e di Pomarolo. 
Dalla metà del XIX secolo le funzioni religiose passarono alla cappella gentilizia dei De Dominicis.
Nei pressi della chiesa esiste un piccolo cimitero utilizzato fino agli anni 1950-60 ed ancora oggi fatto oggetto di onoranze in occasione della Festa dei Morti.
Guardando attentamente il rudere della chiesa si nota che tra i materiali di costruzione oltre alla pietra arenaria tipica del posto sono stati usati resti di costruzioni risalenti al periodo della decadenza dell'impero romano

#### La nuova chiesa
Una nuova chiesa di San Lorenzo venne edificata tra Magliano e Faognano, dipendente dalla parrocchia di Borgonovo.

### "La Muraglia dei Saracini"
Situata nei pressi della vecchia chiesa di San Lorenzo, la muraglia costituisce un muro di terrazzamento a strapiombo sulla valle del Vezzola. 

Secondo la leggenda che ha dato il nome al manufatto, si sarebbe trattato di un muro difensivo eretto a difesa dai Saraceni, nonostante il quale i difensori furono sconfitti e il "castello" raso al suolo. 

Potrebbe anche essere il muro di terrazzamento di un antico santuario costruito dopo la romanizzazione del territorio occidentale del Pretuzio. L'area del santuario fu riutilizzata in epoca altomedievale e medievale come luogo di culto e rioccupata con l'edificazione dell'antica chiesa di San Lorenzo.
Il muro, in buono stato di conservazione, realizzato con grandi blocchi quadrati di arenaria, si sviluppa su una lunghezza di 15 metri e un'altezza di 3 metri. La spianata generata a tergo della muratura gode di un'ottima visuale sull'intera valle del Vezzola sino all'insediamento di Albata che da qui è possibile osservare.

### La necropoli dell'Età del Ferro
Nel biennio 1916-37 in Magliano, in un terreno non coltivato da tempo, ad una profondità di 55 cm furono rinvenuti dal sig. Felice Di Pietro, i resti ossei di due individui che avevano ciascuno al loro fianco una lancia di ferro di circa 30 cm di lunghezza. 
Nei pressi furono identificati in seguito ulteriori resti ossei e furono raccolte altre due lance in ferro. 
Il materiale fu posto sotto sequestro dall'Arma dei Carabinieri di Teramo il 30 giugno 1950.